# أليو أبو بكر
أليو أبو بكر (بالإنجليزية: Aliyu Abubakar)‏ هو لاعب كرة قدم نيجيري في مركز الدفاع، ولد في 15 يونيو 1996 في لاغوس في نيجيريا. شارك مع منتخب نيجيريا تحت 17 سنة لكرة القدم. أما مع النوادي، فقد لعب مع أولمبيك دونيتسك والنادي الرياضي البنزرتي وديلا غوري وكووبيون بالوسيورا ونادي سلوتسك ونادي شاختار قراغندي.

## وصلات خارجية
- أليو أبو بكر على موقع الاتحاد الدولي (مؤرشف)  (الإنجليزية)
- أليو أبو بكر على موقع قاعدة بيانات كرة القدم.إي يو (الإنجليزية)
- أليو أبو بكر على موقع Soccerbase.com (لاعب) (الإنجليزية)
- أليو أبو بكر على موقع Soccerway.com (الإنجليزية)
- أليو أبو بكر على موقع عالم كرة القدم.نت (الإنجليزية)